# Yuta Minami
Yuta Minami (南 雄太 Minami Yuta?), född 30 september 1979, är en japansk fotbollsspelare.
I juni 1997 blev han uttagen i Japans trupp till U20-världsmästerskapet 1997. I april 1999 blev han uttagen i Japans trupp till U20-världsmästerskapet 1999.